# Хинчин, Яков Григорьевич
Яков Григорьевич (Гершенович) Хинчин (1858, Спичинцы, Бердичевского уезда Киевской губернии — 29 декабря 1941, Казань) — русский и советский учёный, специалист в области целлюлозно-бумажного производства, профессор (1920), доктор технических наук (1937).

## Биография
Окончил Петербургский технологический институт в 1887 году.
В 1887—1896 годах работал химиком-технологом на Кондровской бумажной фабрике В. Говарда в Калужской губернии, где организовал одну из первых в России лабораторий по контролю качества продукции. В 1896—1918 годах был управляющим Кондровскими бумажными фабриками по технической части. Наладил производство нового типа бумаги, отмеченного наградами на Нижегородской выставке 1896 года и Всемирной выставке в Париже 1900 года. Почётный член Калужского губернского попечительства детских приютов.
С 1918 года — председатель технико-экономического совета Главбума ВСНХ, член коллегии Главбума. В том же году организовал и возглавил Государственную бумажно-испытательную станцию. В 1920—1930 годах — заведующий кафедрой в МИНХе. Одновременно, в 1928—1930 годах заведовал отелом в НИИ древесины. В 1930—1941 годах — научный консультант Института бумаги и целлюлозы.
Автор научных трудов по технологии бумажного производства, в частности по исследованию влияния содержания пентозанов в волокне на проклейку бумаги; разработал процесс производства электроизоляционных видов бумаги.
Сын — советский математик и статистик Александр Яковлевич Хинчин.